# Denon (société)
Pour les articles homonymes, voir Dominique Vivant Denon et Vivant-Jean Brunet-Denon.
Denon (株式会社デノン, Kabushiki Kaisha Denon) est une société d'électronique japonaise à l'origine de technologies dans l'audio numérique. Elle développe en 1972 le premier enregistreur numérique 8 pistes[réf. souhaitée]. Elle est spécialisée dans les équipements hi-fi pour les professionnels et le grand public.

## Histoire
Son histoire commence en 1910. Pendant plusieurs dizaines d'années, Denon était une marque Nippon Columbia. En 2001, Denon est rachetée pour sa partie électronique avec 98 % des parts détenues par Ripplewood Holdings et 2 % par Hitachi. En 2002, Ripplewood Holdings fonde D&M en rachetant Marantz. D&M Holdings est ainsi créé.
La marque Denon apparaît en 1939 et vient de l'abréviation « Japan Denki Onkyo » ; « denki » signifiant « électrique » et « on » ou « onkyo » signifiant « son » ou « acoustique ».
En 2023, Denon acquiert la société Nura.

## Produits

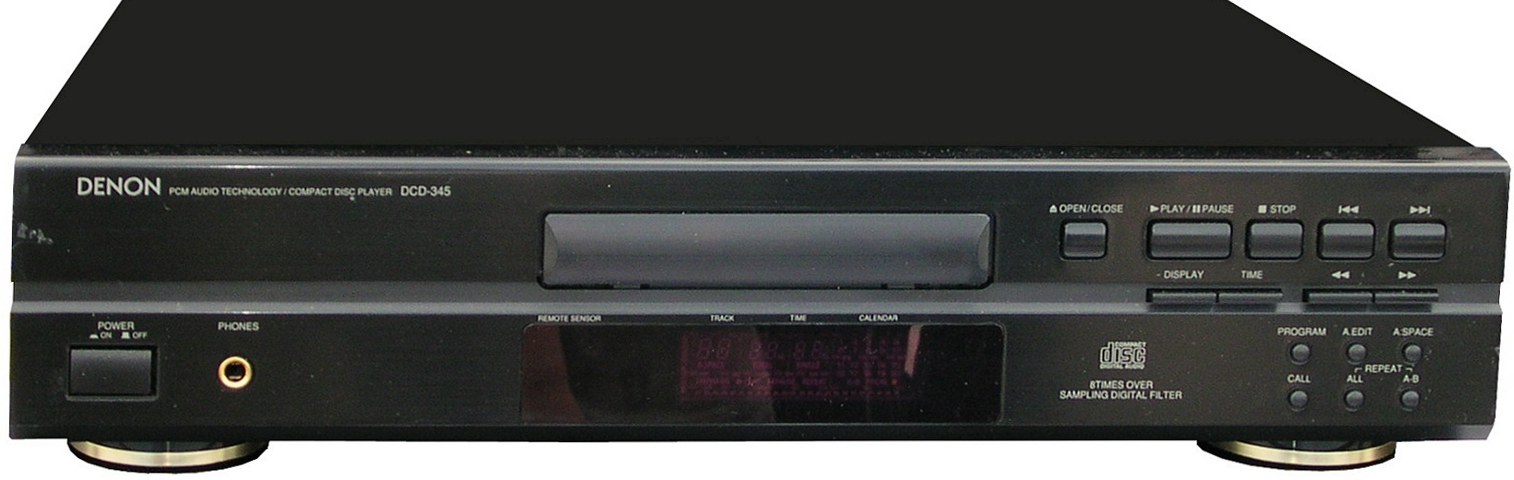
Lecteur de CD.

En 1910, la société lance des gramophones. En 1939, elle lance le premier enregistreur à disque à usage professionnel pour l'industrie de la radiodiffusion et le décolleteuse à disques. 
En 1951, début de la vente des premiers disques du Japon. 1953, lancement d'un magnétophone à usage professionnel pour l'industrie de la radiodiffusion. En 1958, lancement de la vente de disques stéréo. En 1959, début de la production de bandes audio à bobine ouverte. En 1962, lancement de la série Elepian de pianos électroniques. En 1963, développement de la cartouche phono DL-103. En 1964, début de la vente de cassettes audio. En 1971, début de la production de composants audio hi-fi, y compris les platines, les amplificateurs, les tuners et les haut-parleurs. En 1972, lancement du premier enregistreur numérique 8 voies viable au monde. En 1977, le magazine américain Billboard lui décerne le Trend-Setter Award pour sa contribution exceptionnelle à l'industrie. En 1980,eremise du 13e diplôme d'honneur international technique de Montreux. En 1981, développement d'un lecteur de CD à usage professionnel. En 1984, la société présente le format CD-ROM. Puis en 1988, elle introduit la gamme d'amplificateurs AV dans la gamme de produits.
Denon crée au début des années 1990 des lecteurs de CD double destiné aux DJ. Depuis cela est devenu un standard. La première gamme était constituée des DN1000F, DN2000F et DN2500F. Denon a également créé le seul double lecteur de MiniDisc destiné aux DJ. Leurs derniers produits intègrent le DN-D4500 MK2, et une large gamme de consoles de mixage, puis un casque DJ haut de gamme. Denon se fait connaître dans le domaine de la platine DJ notamment grâce à la DNS-1000 qui est, malgré sa forme compacte, un concentré de technologies, malgré un prix relativement correct (749 €). Denon est aussi très connu pour ses amplificateurs audio vidéo haut de gamme (AVR) et leur légendaire cellule à bobine mobile haut de gamme, telle la DL 103.
En 1990, la société reçoit trois récompenses pour ses trois composantes au salon hi-fi de Paris. Présentation de la gamme de casques d'écoute. En 1993, elle développe le lecteur CD DJ à deux platines DN-200F Les autres premiers modèles sont le DN1000F, DN2000F et le DN2500F. Denon conçoit également le seul lecteur MiniDisc jumeaux au monde conçu pour les DJ. En 1994, elle reçoit le prix de l'innovation audio européenne de l'année. En 1999, elle sort le premier système de home cinema THX-EX au monde (THX Extended pour un son surround plus complet).
En 2001, la société produit le premier système Mini avec son surround 5.1  et en 2002 la technologie Denon Link pour améliorer la connectivité numérique. En 2004, elle lance le premier produit de consommation au monde avec HQV (Hollywood Quality Video). En 2006, Denon lance le câble Ethernet AK-DL1 CAT5 de 1,5 m de long. Ce n'est qu'au milieu de l'année 2008 qu'il suscite la controverse en raison de son prix élevé (499 $ US) et de l'affirmation de l'entreprise selon laquelle le câble est « conçu pour les amateurs d'audio » et « fera ressortir toutes les nuances » des signaux audio numériques transmis sur lui, même si le câble Ethernet le plus mal fait offre une qualité identique pour un audio numérique sur une même longueur,. En 2008, Denon annonce le premier lecteur de Blu-Ray universel au monde capable de lire des DVD-Audio et des SA-CD.
En 2012, Denon lance une nouvelle gamme d'écouteurs avec des applications iOS lifestyle. Les écouteurs sont séparés en différents groupes de style de vie comme suit : Exercise Freak (pour le sport et le fitness), Globe Cruiser (pour les voyages), Music Maniac Headphones (avec un égaliseur plat) et Urban Raver Headphones (pour une meilleure performance dans les graves). En 2014, Denon s'aventure dans les systèmes audio multi-pièces sans fil. Elle lance sa nouvelle gamme d'enceintes sans fil nommée HEOS par Denon. Celles-ci ont été lancées en tant qu'enceintes HEOS 3, HEOS 5 et HEOS 7.
En 2015, HEOS by Denon ajoute HEOS à son système de sonorisation multi-pièces sans fil en lançant le HEOS 1 et le HEOS Go Pack, ainsi que le HEOS HomeCinema. En 2016, Denon introduit HEOS dans les modèles de la série X supérieure. Pour HEOS by Denon la série 2 pour tous les haut-parleurs ont été lancés maintenant ils disposent de Bluetooth et d'audio haute résolution. En 2017, Denon introduit HEOS dans la série S (AVR-S730H/AVR-S930H) et tous les modèles de la série X ont maintenant HEOS. HEOS by Denon a lancé la barre sonore HEOS, le subwoofer HEOS et le HEOS AVR. En 2018, Denon présente le premier récepteur audio/vidéo 13.2 canaux au monde avec le lancement de l'AVR-X8500H / AVC-X8500H au Consumer Electronics Show (CES) à Las Vegas, au Nevada.
Denon est aussi très connu pour ses mini-chaînes haut de gamme telles que les séries D-M31, M30 et la D-M39. De nouvelles mini-chaînes réseau, AirPlay, Streaming Ceol RCD-N8, CEOL Piccolo N5 et une gamme de produit audiovisuel simples d'emploi, et au design moderne telles les S-Series (S301) qui intègrent aussi des fonctions de pilotage d'iPod. Denon a gagné de nombreux prix et récompenses à travers l'Europe[réf. souhaitée].